# 9cigk & Abycc

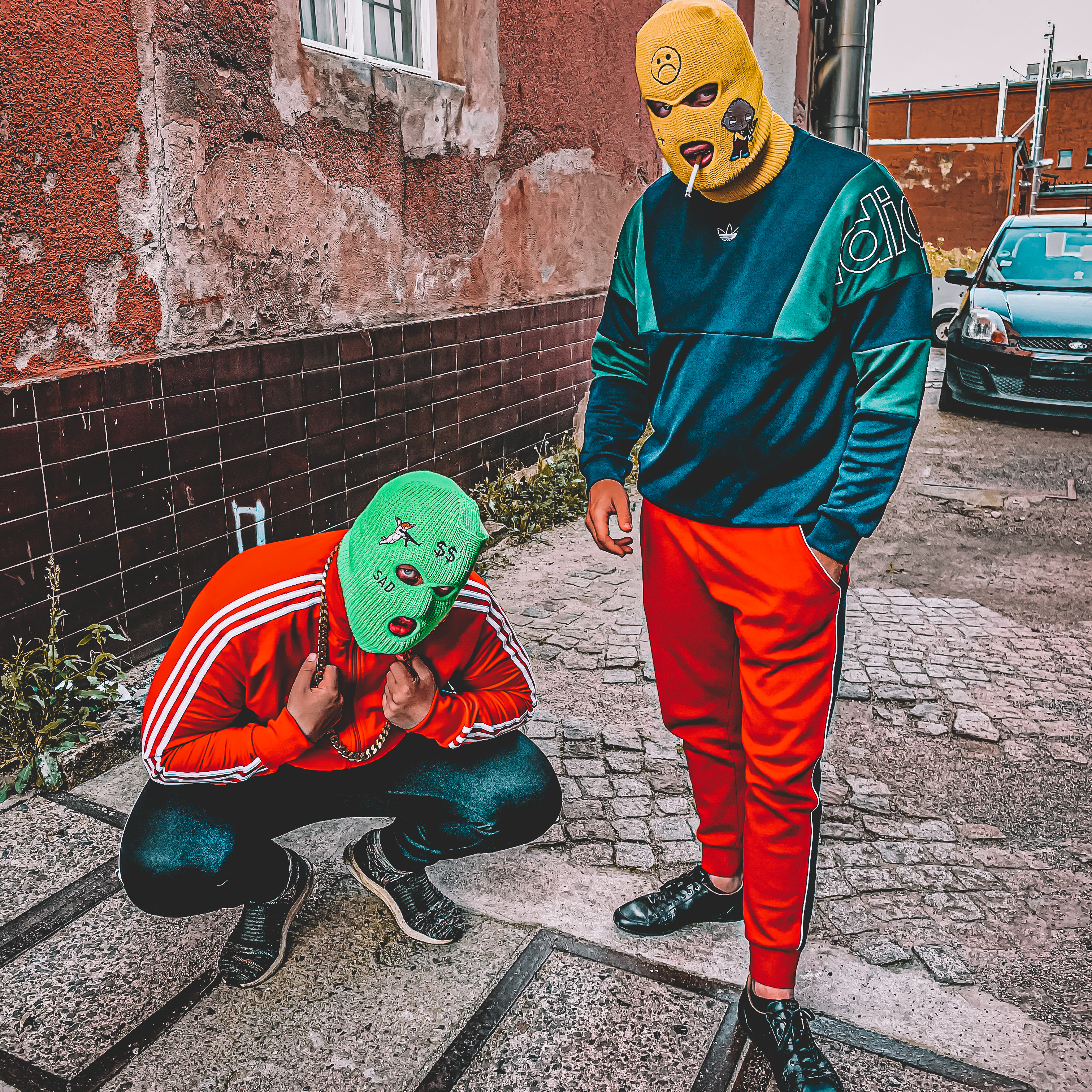
9cigk & Abycc (2020)

9cigk & Abycc ist ein deutsches Rap-Duo aus Berlin.

## Bandgeschichte
9cigk (bürgerlich Jens Glaubitz; * 17. Juli 1991 in Berlin) wurde kurz nach der Wende im östlichen Teil Berlin-Lichtenberg geboren. Mit Anfang des Jugendalters wuchs sein Interesse am deutschen Hip-Hop und der dazugehörigen Graffiti-Kultur, die zu dieser Zeit immer mehr an Popularität gewann. Durch seinen damaligen Freundeskreis, die zusammen mit ihm den Gang- und Graffiti-Lifestyle zelebrierten, lernte er 2009 laut eigenen Angaben seinen bis heute bestehenden Rap-Partner Abycc kennen.
Abycc (bürgerlich Michael Widiger; * 8. Oktober 1990 in Berlin) wuchs im Berliner Bezirk Hohenschönhausen auf. Durch Einflüsse von außen geriet er schon in jungen Jahren an Deutschrap und begeisterte sich zunehmend immer mehr für diesen.

## Karriere
Nachdem sich 9cigk und Abycc 2009 kennenlernten, gingen beide unabhängig voneinander der Musik nach und veröffentlichten diverse Songs mit Mitgliedern ihres damaligen Freundeskreises auf der frei zugänglichen Plattform YouTube. Als sich die Wege der Parteien jedoch mit der Zeit trennten, beschlossen die beiden Künstler 2018, dazu nun zukünftig als Rap-Duo aufzutreten. 2018 veranstaltete das Universal-Music-Label Chapter ONE den bis dato vierten Raptags-Contest, in dem sich namhafte Szenegrößen wie Niko Hüls, Manuellsen, Visa Vie und unter anderem Jimmy Torrio in der Jury befanden. Durch ihren Sieg an der Teilnahme des Contests konnten sich 9cigk & Abycc einen exklusiven Künstlervertrag beim Hip-Hop Label Chapter ONE sichern. 2019 begannen sie mit der Aufnahme ihres ersten Studioalbums Hochhaus Original, auf dem unter anderem Milonair einen Gastauftritt auf dem Track Morgen Millionär hatte. 2020 verließen sie Chapter ONE und vertrieben ihre EP Böse Nice Lockdown Files in Zusammenarbeit mit Ramin Bozorgzadeh über One Sights Music.

## Musikstil
9cigk & Abycc begannen zum Anfang ihrer musikalischen Laufbahn, sich am Genre des Straßenraps zu bedienen. Ihre Texte beinhalteten oft Erzählungen über das Leben im Plattenbau und die vorhandenen sozialen Zustände in den sogenannten Problemvierteln. Mit der Zeit kamen immer mehr Elemente des Traps und Cloud Raps als stilistische Mittel in ihrer Musik zum Einsatz. Ein weiteres Erkennungsmerkmal der beiden Künstler ist das hohe Klangbild ihrer Stimmen, das bei ihren Musikwerken permanent vertreten ist.

## Diskografie

### Studioalben
- 2019: Hochhaus Original (Erstveröffentlichung am 4. Oktober 2019)

### EPs
- 2020: Böse Nice Lockdown Files (Erstveröffentlichung am 24. Dezember 2020)

### Singles
- 2018: La Haine
- 2018: Elise
- 2018: Bös
- 2018: Viertel
- 2019: Verbrecher (feat. Stan)
- 2020: Kapitel 2
- 2020: Alles gebunkert
- 2020: Nicht schlafen
- 2020: Criminal
- 2021: Cashmaschine
- 2021: 110 Toleranz
- 2021: Fuck Luv